# きみだけTV
『きみだけTV』（きみだけティービー）は、2016年10月5日（4日深夜）から2017年3月29日（28日深夜）まで放送されていたバラエティ番組。

## 概要
「きみだけ!」「私だけ?」と個性あふれるアイドルの魅力を発掘する、グループの垣根を超えた新しいアイドルバラエティ番組。
出演しているアイドルグループは、前番組の『めちゃフル!』から全て一新された。

## 出演者
- MC

アルコ&ピース
- レギュラー

i☆Ris（※メンバーの中から1人が週替わりでナレーションを担当）
X21
さんみゅ〜
palet
ぷちぱすぽ☆
THE HOOPERS

## 放送リスト
| 2016年 | 2016年   | 2016年                                                                            | 2016年 | 2016年              |
| 回     | 放送日   | 内容                                                                              | 参加者 | ナレーション        |
| ------ | -------- | --------------------------------------------------------------------------------- | --- | ------------------- |
| 1      | 10月5日  | 胸キュン♥きみだけテクニック                                                       | 茜屋日海夏・山北早紀・若井友希（i☆Ris） 上水口萌乃香・松田莉奈（X21） 小林弥生・野田真実（さんみゅ〜） 愛敬淳希・小島里恋・白石佑梨亜（ピュアリー³）                                                                                                | 芹澤優（i☆Ris）     |
| 2      | 10月12日 | 理想の告白を妄想してみました きみだけアモーレ                                     | 茜屋日海夏・芹澤優・山北早紀（i☆Ris） 上水口萌乃香・松田莉奈（X21） 小林弥生・長谷川怜華（さんみゅ〜） 愛敬淳希・小島里恋・白石佑梨亜（ピュアリー³）                                                                                                | 澁谷梓希（i☆Ris）   |
| 3      | 10月19日 | 実は私○○なんです きみだけカミングアウト                                           | 澁谷梓希・芹澤優・若井友希（i☆Ris） 上水口萌乃香・松田莉奈（X21） 新原聖生・西園みすず（さんみゅ〜） 愛敬淳希・小島里恋・白石佑梨亜（ピュアリー³）                                                                                                  | 久保田未夢（i☆Ris） |
| 4      | 10月26日 | 不幸話を笑い飛ばせ!きみだけアンラッキー                                           | 茜屋日海夏・澁谷梓希・若井友希（i☆Ris） 上水口萌乃香・松田莉奈（X21） 小林弥生・野田真実（さんみゅ〜） 愛敬淳希・小島里恋・白石佑梨亜（ピュアリー³）                                                                                                | 若井友希（i☆Ris）   |
| 5      | 11月2日  | あなたはどっち派 きみだけチョイス                                                 | 久保田未夢・山北早紀・若井友希（i☆Ris） 井頭愛海・泉川実穂（X21） 木下綾菜・長谷川怜華（さんみゅ〜） | 芹澤優（i☆Ris）     |
| 6      | 11月9日  | うちの家族を紹介します!きみだけファミリー                                         | 茜屋日海夏・久保田未夢・若井友希（i☆Ris） 井頭愛海・泉川実穂（X21） 小林弥生・西園みすず（さんみゅ〜） | 山北早紀（i☆Ris）   |
| 7      | 11月16日 | 妄想しよう きみだけストーリー                                                     | 茜屋日海夏・澁谷梓希・山北早紀（i☆Ris） 井頭愛海・泉川実穂（X21） 新原聖生・野田真実（さんみゅ〜） 伊藤麻希・山木彩乃（LinQ） | 若井友希（i☆Ris）   |
| 8      | 11月23日 | きみだけクイズ!正解は平子さん                                                     | 久保田未夢・澁谷梓希・山北早紀（i☆Ris） 井頭愛海・泉川実穂（X21） 木下綾菜・野田真実（さんみゅ〜） 姫崎愛未・山木彩乃（LinQ） | 澁谷梓希（i☆Ris）   |
| 8      | 11月23日 | KIMIDAKE INFORMATION：アップアップガールズ（仮）、わーすた、MYU・山木彩乃（LinQ） | | 澁谷梓希（i☆Ris）   |
| 9      | 11月30日 | メンバーあるある!きみだけグループ                                                 | 芹澤優・若井友希（i☆Ris） 籠谷さくら・長尾真実（X21） 西園みすず・長谷川怜華（さんみゅ〜） 平口みゆき・藤本結衣（palet） 千葉思佳・八木ひなた（ぷちぱすぽ☆） 星波・陽稀（THE HOOPERS） 藤方彩乃・松本優子（DREAMING MONSTER）                       | 茜屋日海夏（i☆Ris） |
| 10     | 12月7日  | クリスマス直前SP!きみだけキッス                                                   | 芹澤優・山北早紀（i☆Ris） 籠谷さくら・長尾真実（X21） 小林弥生・新原聖生（さんみゅ〜） 芹澤優・山北早紀（i☆Ris） 藤本結衣・渡邊真由（palet） 千葉思佳・八木ひなた（ぷちぱすぽ☆） 星波・泉貴（THE HOOPERS） 眞鍋小百合・吉井渚沙（DREAMING MONSTER） | 澁谷梓希（i☆Ris）   |
| 11     | 12月14日 | クリスマス直前SP!きみだけキッス                                                   | 久保田未夢・山北早紀（i☆Ris） 籠谷さくら・長尾真実（X21） 小林弥生・新原聖生（さんみゅ〜） 藤本結衣・渡邊真由（palet） 千葉思佳・八木ひなた（ぷちぱすぽ☆） 星波・未来（THE HOOPERS） 木下沙央里・中山安美（DREAMING MONSTER）                       | 澁谷梓希（i☆Ris）   |
| 12     | 12月21日 | きみだけクイズ アルコorピース                                                     | 久保田未夢・山北早紀（i☆Ris） 籠谷さくら・長尾真実（X21） 小林弥生・野田真実（さんみゅ〜） 平口みゆき・渡邊真由（palet） 千葉思佳・八木ひなた（ぷちぱすぽ☆） 星波・千知（THE HOOPERS） 手塚穂奈美・水口奈美（DREAMING MONSTER）                     | 茜屋日海夏（i☆Ris） |
| 12     | 12月21日 | KIMIDAKE INFORMATION：ベボガ!（虹のコンキスタドール黄組）                         | | 茜屋日海夏（i☆Ris） |

| 2017年 | 2017年  | 2017年                                        | 2017年 | 2017年              | 2017年 |
| 回     | 放送日  | 内容                                          | 参加者 | ナレーション        |        |
| ------ | ------- | --------------------------------------------- | --- | ------------------- | ------ |
| 13     | 1月11日 | これって脈あり?脈なし?きみだけサイン          | 茜屋日海夏・山北早紀（i☆Ris） 田中珠里・山木コハル（X21） 木下綾菜・新原聖生（さんみゅ〜） 一ノ瀬りと・渡邊真由（palet） 千葉思佳・外園愛理（ぷちぱすぽ☆） 木下沙央里・松本優子（DREAMING MONSTER）                                                                | 若井友希（i☆Ris）   |        |
| 13     | 1月11日 | KIMIDAKE INFORMATION：SiAM&POPTUNe            | | 若井友希（i☆Ris）   |        |
| 14     | 1月18日 | これって脈あり?脈なし?きみだけサイン          | 茜屋日海夏・山北早紀（i☆Ris） 田中珠里・山木コハル（X21） 木下綾菜・小林弥生（さんみゅ〜） 一ノ瀬りと・渡邊真由（palet） 千葉思佳・外園愛理（ぷちぱすぽ☆） 木下沙央里・松本優子（DREAMING MONSTAR）                                                                | 若井友希（i☆Ris）   |        |
| 14     | 1月18日 | KIMIDAKE INFORMATION：SiAM&POPTUNe            | | 若井友希（i☆Ris）   |        |
| 15     | 1月25日 | こんな男は○○だ きみだけルール                 | 芹澤優・若井友希（i☆Ris） 田中珠里・山木コハル（X21） 西園みすず・小林弥生（さんみゅ〜） 一ノ瀬りと・平口みゆき（palet） 千葉思佳・外園愛理（ぷちぱすぽ☆） 木下沙央里・水口奈美（DREAMING MONSTAR）                                                                | 山北早紀（i☆Ris）   |        |
| 16     | 2月1日  | うちの酒井はどうですか?きみだけオーディション | 酒井健太（アルコ&ピース） 茜屋日海夏・澁谷梓希（i☆Ris） 田中珠里・山木コハル（X21） 野田真実・小林弥生（さんみゅ〜） 平口みゆき・渡邊真由（palet） 千葉思佳・外園愛理（ぷちぱすぽ☆） 水口奈美・松本優子（DREAMING MONSTAR）                                        | 芹澤優（i☆Ris）     |        |
| 16     | 2月1日  | KIMIDAKE INFORMATION：LinQ                    | | 芹澤優（i☆Ris）     |        |
| 17     | 2月8日  | うちの酒井はどうですか?きみだけオーディション | 酒井健太（アルコ&ピース） 茜屋日海夏・澁谷梓希（i☆Ris） 田中珠里・山木コハル（X21） 野田真実・小林弥生（さんみゅ〜） 平口みゆき・渡邊真由（palet） 千葉思佳・外園愛理（ぷちぱすぽ☆） 水口奈美・松本優子（DREAMING MONSTAR）                                        | 芹澤優（i☆Ris）     |        |
| 17     | 2月8日  | KIMIDAKE INFORMATION：LinQ                    | | 芹澤優（i☆Ris）     |        |
| 18     | 2月15日 | こんな女に騙されるな きみだけトラップ         | 山北早紀・澁谷梓希（i☆Ris） 末永真唯・白鳥羽純（X21） 西園みすず・小林弥生（さんみゅ〜） 藤本結衣・一ノ瀬りと（palet） 山本優菜・藤本理子（ぷちぱすぽ☆） 船木沙織・荒川優那（アキシブproject）                                                                     | 久保田未夢（i☆Ris） |        |
| 19     | 2月22日 | きみだけGP                                    | 山北早紀・澁谷梓希（i☆Ris） 末永真唯・白鳥羽純（X21） 野田真実・新原聖生・木下綾菜（さんみゅ〜） 藤本結衣・一ノ瀬りと（palet） 山本優菜・藤本理子（ぷちぱすぽ☆） 田口未彩・石川夏海・計良日向子・宮谷優恵（アキシブproject） 酒井健太（アルコ&ピース）             | 茜屋日海夏（i☆Ris） |        |
| 20     | 3月1日  | きみだけGP                                    | 山北早紀・澁谷梓希（i☆Ris） 末永真唯・白鳥羽純（X21） 野田真実・新原聖生・木下綾菜（さんみゅ〜） 藤本結衣・一ノ瀬りと（palet） 山本優菜・藤本理子（ぷちぱすぽ☆） 田口未彩・石川夏海・計良日向子・宮谷優恵（アキシブproject） 酒井健太（アルコ&ピース）             | 茜屋日海夏（i☆Ris） |        |
| 20     | 3月1日  | KIMIDAKE INFORMATION：LinQ                    | | 茜屋日海夏（i☆Ris） |        |
| 21     | 3月8日  | きみだけクリニック                            | 芹澤優・若井友希（i☆Ris） 伊藤麻希・山本彩乃（LinQ） 宮島るりか・木村ミサ（むすびズム） 古川友佳理・佐藤琴乃（ピンク・ベイビーズ） 泉あいり・桜井りおな（東京CuteCute） minan・hime（lyrical school） kagami・望月リカ（G☆Girls） 野田真実・新原聖生（さんみゅ〜） | 久保田未夢（i☆Ris） |        |
| 22     | 3月15日 | 指先に願いをこめて きみだけメッセージ         | |                     |        |
| 23     | 3月22日 | 指先に願いをこめて きみだけメッセージ         | |                     |        |
| 24     | 3月29日 | アルコとピースを話そうよ きみだけトーク       | |                     |        |

## 主なコーナー

### m.c.K・TのFREESTYLE相談室
| 回 | 放送日         | 悩めるアイドル           |
| -- | -------------- | ------------------------ |
| 5  | 2016年11月02日 | 澁谷梓希（i☆Ris）        |
| 7  | 2016年11月16日 | 山北早紀（i☆Ris）        |
| 9  | 2016年11月30日 | 芹澤優（i☆Ris）          |
| 10 | 2016年12月07日 | 野田真実（さんみゅ〜）   |
| 11 | 2016年12月14日 | 小林弥生（さんみゅ〜）   |
| 12 | 2016年12月21日 | 長谷川怜華（さんみゅ〜） |
| 13 | 2017年01月11日 | 山木コハル（X21）        |
| 14 | 2017年01月18日 | 西園みすず（さんみゅ〜） |
| 15 | 2017年01月25日 | 木下綾菜（さんみゅ〜）   |
| 18 | 2017年02月15日 | 末永真唯（X21）          |
| 19 | 2017年02月22日 | 白鳥羽純（X21）          |
| 20 | 2017年03月01日 | 一ノ瀬りと（palet）      |
| 21 | 2017年03月08日 | 田中珠里（X21）          |
| 22 | 2017年03月15日 | 渡邊真由（pelet）        |
| 23 | 2017年03月22日 | 若井友希（i☆Ris）        |

### モテ男先生に学ぼう 恋愛テクニック講座
| 回 | 放送日         | LESSON・テーマ                 | 先生       |
| -- | -------------- | ------------------------------ | ---------- |
| 9  | 2016年11月30日 | LESSON.1 必殺!きみだけウィンク | 和合真一   |
| 10 | 2016年12月07日 | LESSON.2 必殺!セクシーボイス   | 和合真一   |
| 11 | 2016年12月14日 | LESSON.3 眼鏡リフトアップ作戦  | 伊勢大貴   |
| 12 | 2016年12月21日 | LESSON.4 いつでも完食術        | 伊勢大貴   |
| 13 | 2017年01月11日 | LESSON.5 必殺!フェアリーボイス | 和合真一   |
| 14 | 2017年01月18日 | LESSON.6 セクシービーム作戦    | ドンヒョン |
| 15 | 2017年01月25日 | LESSON.7 携帯ポイ作戦          | ギョンジン |
| 16 | 2017年02月01日 | LESSON.8 セレナーデ作戦        | チョイ     |

### THE HOOPERSの恋愛テクニック講座
| 回 | 放送日         | テーマ・LESSON                | 先生 |
| -- | -------------- | ----------------------------- | ---- |
| 13 | 2017年01月11日 | LESSON.1 高い所からドSキス    | 星波 |
| 14 | 2017年01月18日 | LESSON.2 ほろ苦KISS           | 未来 |
| 15 | 2017年01月25日 | LESSON.3 いただKISS           | 陽稀 |
| 16 | 2017年02月01日 | LESSON.4 壁ドンからのKISS     | 泉貴 |
| 17 | 2017年02月08日 | LESSON.5 腹筋チラ見せの術     | 星波 |
| 18 | 2017年02月15日 | LESSON.6 顎クイからのKISS     | 泉貴 |
| 19 | 2017年02月22日 | LESSON.7 ポッケでギュっと作戦 | 未来 |
| 20 | 2017年03月01日 | LESSON.8 勘違い作戦           | 陽稀 |

### 平子編集長の週刊ゲセワ
- 新木さくら・山木彩乃・吉川千愛（LinQ、第10回・第11回）

## テーマソング

### オープニングテーマ
- 「Re:Call」i☆Ris（第1回 - 第12回）
- 「鏡の中のパラレルガール」X21（第13回 - 第15回）
- 「シロツメクサ」THE HOOPERS（第16回 - 第20回）
- 「Shining Star」i☆Ris（第21回・第22回）
- 「桜色プロミス」さんみゅ〜（第23回・第24回）

### エンディングテーマ
- 「Oreange」SOLIDEMO（第1回）
- 「オーケストラ」BiSH（第2回 - 第4回）
- 「涙のない世界」AAA（第5回 - 第9回）
- 「bye bye」lol（第10回 - 第14回）
- 「Double Down」SKY-HI（第15回 - 第17回）
- 「ラブソング」加治ひとみ（第18回 - 第24回）

## スタッフ
- 構成：生貝宏治
- 技術：エヌ・エス・ティー
- 編集：滝嶋秀臣、久田宗里
- MA：浦辺裕太、浜田直樹
- 音響・効果：高取謙、伊藤匡祐
- AP：宮本知佳
- ディレクター：黒田拓也、辻仁史
- 総合演出・プロデューサー：菅慶彦
- プロデューサー：鈴木寿、相見高志、下健児、中野由里絵
- エグゼクティブプロデューサー：渡邉浩一郎
- 企画協力：株式会社ミクシィ（島裕晃、小島浩道、小山史竜、佐々木勇人）
- 制作：ドリマックス・テレビジョン
- 製作・著作：株式会社ユナイテッド・スクエア

## ネット局
放送時間の速い順から記載。
| 放送対象地域   | 放送局            | 系列                          | 放送時間                     | 放送期間                      | 備考                                                 |
| -------------- | ----------------- | ----------------------------- | ---------------------------- | ----------------------------- | ---------------------------------------------------- |
| 鳥取県・島根県 | 日本海テレビ      | 日本テレビ系列                | 水曜 1:35 - 2:05（火曜深夜） | 2016年10月5日 - 2017年3月29日 | 基準局                                               |
| 秋田県         | 秋田放送          | 日本テレビ系列                | 水曜 1:24 - 1:54（火曜深夜） | 2016年10月5日 - 2017年3月29日 | 11分先行                                             |
| 富山県         | 北日本放送        | 日本テレビ系列                | 水曜 1:29 - 1:59（火曜深夜） | 2016年10月5日 - 2017年3月29日 | 6分先行                                              |
| 長野県         | テレビ信州        | 日本テレビ系列                | 水曜 1:29 - 1:59（火曜深夜） | 2016年10月5日 - 2017年3月29日 | 6分先行                                              |
| 大分県         | 大分朝日放送      | テレビ朝日系列                | 水曜 1:45 - 2:15（火曜深夜） | 2016年10月5日 - 2017年3月29日 | 10分遅れ                                             |
| 宮城県         | ミヤギテレビ      | 日本テレビ系列                | 水曜 1:59 - 2:29（水曜深夜） | 2016年10月5日 - 2017年3月29日 | 24分遅れ                                             |
| 静岡県         | 静岡第一テレビ    | 日本テレビ系列                | 水曜 2:04 - 2:34（火曜深夜） | 2016年10月5日 - 2017年3月29日 | 29分遅れ                                             |
| 大阪府         | テレビ大阪        | テレビ東京系列                | 水曜 2:40 - 3:10（火曜深夜） | 2016年10月5日 - 2017年3月29日 | 65分遅れ                                             |
| 福岡県         | 九州朝日放送      | テレビ朝日系列                | 水曜 2:50 - 3:20（火曜深夜） | 2016年10月5日 - 2017年3月29日 | 75分遅れ                                             |
| 中京広域圏     | メ〜テレ          | テレビ朝日系列                | 水曜 2:59 - 3:29（火曜深夜） | 2016年10月5日 - 2017年3月29日 | 84分遅れ                                             |
| 青森県         | 青森放送          | 日本テレビ系列                | 木曜 1:24 - 1:54（水曜深夜） | 2016年10月6日 - 2017年3月30日 | 1日遅れ                                              |
| 岩手県         | テレビ岩手        | 日本テレビ系列                | 木曜 1:24 - 1:54（水曜深夜） | 2016年10月6日 - 2017年3月30日 | 1日遅れ                                              |
| 愛媛県         | 南海放送          | 日本テレビ系列                | 木曜 1:35 - 2:05（水曜深夜） | 2016年10月6日 - 2017年3月30日 | 1日遅れ                                              |
| 福井県         | 福井放送          | 日本テレビ系列 テレビ朝日系列 | 金曜 0:59 - 1:29（木曜深夜） | 2016年10月7日 - 2017年3月31日 | 2日遅れ                                              |
| 高知県         | 高知放送          | 日本テレビ系列                | 金曜 1:54 - 2:24（木曜深夜） | 2016年10月7日 - 2017年3月31日 | 2日遅れ                                              |
| 熊本県         | 熊本県民テレビ    | 日本テレビ系列                | 金曜 1:59 - 2:29（木曜深夜） | 2016年10月7日 - 2017年3月31日 | 2日遅れ                                              |
| 北海道         | 札幌テレビ        | 日本テレビ系列                | 土曜 2:02 - 2:34（金曜深夜） | 2016年10月8日 -2017年4月1日   | 3日遅れ                                              |
| 宮崎県         | 宮崎放送          | TBS系列                       | 日曜 1:53 - 2:53（土曜深夜） | 2016年10月9日 - 2017年4月2日  | 4日遅れ                                              |
| 香川県・岡山県 | 西日本放送        | 日本テレビ系列                | 日曜 1:55 - 2:25（土曜深夜） | 2016年10月9日 - 2017年4月2日  | 4日遅れ                                              |
| 福島県         | 福島中央テレビ    | 日本テレビ系列                | 月曜 1:25 - 1:55（日曜深夜） | 2016年10月10日 - 2017年4月4日 | 5日遅れ                                              |
| 長崎県         | 長崎国際テレビ    | 日本テレビ系列                | 月曜 1:25 - 1:55（日曜深夜） | 2016年10月10日 - 2017年4月4日 | 5日遅れ                                              |
| 鹿児島県       | 鹿児島読売テレビ  | 日本テレビ系列                | 月曜 1:25 - 1:55（日曜深夜） | 2016年10月10日 - 2017年4月4日 | 5日遅れ                                              |
| 石川県         | テレビ金沢        | 日本テレビ系列                | 月曜 1:31 - 2:01（日曜深夜） | 2016年10月10日 - 2017年4月4日 | 5日遅れ                                              |
| 山形県         | 山形放送          | 日本テレビ系列                | 火曜 0:54 - 1:24（月曜深夜） | 2016年10月11日 - 2017年4月5日 | 6日遅れ                                              |
| 山口県         | 山口放送          | 日本テレビ系列                | 火曜 1:24 - 1:54（月曜深夜） | 2016年10月11日 - 2017年4月5日 | 6日遅れ                                              |
| 山梨県         | 山梨放送          | 日本テレビ系列                | 火曜 1:55 - 2:25（月曜深夜） | 2016年10月11日 - 2017年4月5日 | 6日遅れ                                              |
| 東京都         | TOKYO MX          | 独立局                        | 火曜 4:00 - 4:30（月曜深夜） | 2016年10月11日 - 2017年4月5日 | 6日遅れ                                              |
| 日本全国       | テレ朝チャンネル1 | テレビ朝日系列 CS衛星放送     | 土曜21:30-22:00他            | 2017年2月4日-                 | 5ヶ月遅れ、リピートあり KIMIDAKE INFORMATIONはカット |